# 1688
Il 1688 (MDCLXXXVIII in numeri romani) è un anno bisestile del XVII secolo.

## Eventi
- 3 aprile – Francesco Morosini, all'età di 69 anni, viene eletto 108º Doge della Repubblica di Venezia.
- 5 giugno – Il terremoto del Sannio provoca molte migliaia di vittime.
- 6 settembre – L'esercito della Lega Santa strappa Belgrado all'Impero ottomano.
- 24 settembre – Con l'occupazione di Colonia da parte dei Francesi, ha inizio la Guerra della Grande Alleanza.
- 27 settembre - 29 ottobre – Assedio di Philippsburg: I Francesi assediano e conquistano Filisburgo.
- 5 novembre – Gloriosa rivoluzione in Inghilterra. Giacomo II Stuart fugge in Francia. Diventa re Guglielmo III d'Orange-Nassau, marito di Maria II Stuart.
- Domenico Santoro scrive l'opera Descrizione della città di Altamura, nella quale riporta preziosissime informazioni sulla storia della città di Altamura.

## Nati

### Gennaio
- 3 gennaio - Louis-Guy de Guérapin de Vauréal, vescovo cattolico e diplomatico francese († 1760)
- 16 gennaio - Gaetano Dardanone, pittore italiano († 1760)
- 18 gennaio - Lionel Sackville, I duca di Dorset, politico inglese († 1765)
- 22 gennaio - Daniele Dolfin, cardinale e patriarca cattolico italiano († 1762)
- 22 gennaio - Jacob Friedrich Reimmann, teologo, pedagogo e filosofo tedesco († 1743)
- 23 gennaio - Ulrica Eleonora di Svezia, regina svedese († 1741)
- 25 gennaio - Juraj Jánošík, criminale slovacco († 1713)
- 29 gennaio - Emanuel Swedenborg, filosofo e mistico svedese († 1772)

### Febbraio
- 4 febbraio - Pierre de Marivaux, drammaturgo e scrittore francese († 1763)
- 5 febbraio - Maurizio Guglielmo di Sassonia-Merseburg, duca († 1731)
- 7 febbraio - Maria Luisa d'Assia-Kassel, nobildonna († 1765)
- 9 febbraio - Giacomo Castelli, letterato, avvocato e filologo italiano († 1759)
- 13 febbraio - Luca Melchiore Tempi, cardinale e arcivescovo cattolico italiano († 1762)
- 15 febbraio - Nicolas Fréret, storico e linguista francese († 1749)

### Marzo
- 6 marzo - Joseph Xaupi, abate, scrittore e letterato francese († 1778)
- 11 marzo - Johann Heinrich May il giovane, storico, filologo e orientalista tedesco († 1732)
- 20 marzo - Giuseppe Livizzani Mulazzani, cardinale italiano († 1754)
- 22 marzo - Joachim Daniel von Jauch, militare e architetto tedesco († 1754)

### Aprile
- 1º aprile - Maur Dantine, religioso belga († 1746)
- 4 aprile - Joseph-Nicolas Delisle, astronomo francese († 1768)
- 9 aprile - Paul de Lamerie, orafo britannico († 1751)
- 15 aprile - Johann Friedrich Fasch, violinista e compositore tedesco († 1758)
- 19 aprile - Ernesto Augusto I di Sassonia-Weimar, duca († 1748)
- 28 aprile - Giacomo Antonio Boni, pittore italiano († 1766)
- 29 aprile - Charles-Nicolas Cochin il Vecchio, incisore francese († 1754)

### Maggio
- 6 maggio - Charles Parrocel, pittore, disegnatore e incisore francese († 1752)
- 6 maggio - Marie Victoire de Noailles, nobile francese († 1766)
- 7 maggio - Giuseppe Esterházy, principe ungherese († 1721)
- 7 maggio - Giulio Pontedera, botanico italiano († 1757)
- 8 maggio - François Robichon de La Guérinière, cavaliere francese († 1751)
- 12 maggio - Giovanna Battista Solimani, religiosa italiana († 1758)
- 14 maggio - Rémy Ceillier, abate francese († 1763)
- 21 maggio - Contuccio Contucci, archeologo e gesuita italiano († 1768)
- 21 maggio - Alexander Pope, poeta inglese († 1744)
- 22 maggio - Placido Troyli, abate e storico italiano († 1757)

### Giugno
- 10 giugno - Giacomo Francesco Edoardo Stuart, nobile inglese († 1766)
- 19 giugno - Giorgio Federico Carlo di Brandeburgo-Bayreuth, sovrano († 1735)
- 23 giugno - Giovanni Luigi II di Anhalt-Zerbst, principe († 1746)
- 28 giugno - Salvatore Pappacoda, II principe di Centola, nobile e politico italiano († 1744)
- 30 giugno - Abu l-Hasan 'Ali I, tunisino († 1756)

### Luglio
- 4 luglio - Giuseppe Maria Imbonati, letterato e mecenate italiano († 1768)
- 9 luglio - Niccolò Gualtieri, medico, zoologo e botanico italiano († 1744)
- 19 luglio - Giuseppe Castiglione, gesuita, missionario e pittore italiano († 1766)

### Agosto
- 6 agosto - Gustaf Fredrik von Rosen, generale e politico svedese († 1769)
- 12 agosto - Cristiano di Nassau-Dillenburg, principe tedesco († 1739)
- 14 agosto - Federico Guglielmo I di Prussia, re († 1740)
- 16 agosto - Gaspard de Clermont-Tonnerre, nobile e militare francese († 1781)
- 22 agosto - Heinrich Bernhard Rupp, botanico tedesco († 1719)
- 26 agosto - Egidio Forcellini, presbitero, latinista e lessicografo italiano († 1768)

### Settembre
- 1º settembre - Federico Luigi di Hohenzollern-Hechingen, principe († 1750)
- 12 settembre - Ferdinand Maximilian Brokoff, scultore e stuccatore boemo († 1731)
- 13 settembre - Luca Antonio Predieri, compositore italiano († 1767)
- 26 settembre - Willem 's Gravesande, filosofo, fisico e matematico olandese († 1742)
- 30 settembre - Francesco Maria II Pico della Mirandola, nobile italiano († 1747)

### Ottobre
- 5 ottobre - Gerlach Adolph von Münchhausen, politico tedesco († 1770)
- 17 ottobre - Domenico Zipoli, gesuita, missionario e compositore italiano († 1726)
- 19 ottobre - Antonio Corradini, scultore italiano († 1752)
- 26 ottobre - Augustin Friedrich Walther, anatomista e botanico tedesco († 1746)
- 30 ottobre - Filippo Vasconi, architetto e incisore italiano († 1730)

### Novembre
- 3 novembre - Ichikawa Danjūrō II, attore teatrale giapponese († 1758)
- 4 novembre - Anton Kašutnik, gesuita e scrittore sloveno († 1745)
- 5 novembre - Louis Bertrand Castel, matematico e gesuita francese († 1757)
- 11 novembre - Lorenzo Somis, violinista, compositore e pittore italiano († 1775)
- 13 novembre - Noël-Antoine Pluche, scrittore e naturalista francese († 1761)
- 13 novembre - Hercule Mériadec de Rohan-Guéméné, nobile francese († 1757)
- 17 novembre - Maria Luisa di Savoia, principessa († 1714)
- 21 novembre - Antonio Visentini, pittore, architetto e incisore italiano († 1782)

### Dicembre
- 8 dicembre - Mariano Aristuto, poeta, scenografo e geologo italiano († 1769)
- 14 dicembre - Eustache Chartier de Lotbinière, funzionario francese († 1749)

### Senza giorno specificato
- John Astbury, ceramista inglese († 1743)
- Antonio Bicchierai, pittore italiano († 1766)
- Stede Bonnet, pirata inglese († 1718)
- Antoniotto Botta Adorno, generale italiano († 1774)
- John Boyle, II conte di Glasgow, nobile scozzese († 1740)
- Richard Bradley, naturalista e botanico inglese († 1732)
- Antonio Brancato, presbitero italiano († 1760)
- Arthur Elphinstone, VI Lord Balmerino, nobile e militare scozzese († 1746)
- Ercole Graziani, pittore italiano († 1765)
- José de Ibarra, pittore messicano († 1756)
- Antoine Bandieri de Laval, ballerino e coreografo francese († 1767)
- François Lemoyne, pittore francese († 1737)
- José Manso de Velasco, militare e politico spagnolo († 1767)
- Tommaso Martini, pittore italiano († 1755)
- Girolamo Palazzotto, architetto e presbitero italiano († 1754)
- Girolamo Pellizoni, pittore italiano
- Giuseppe Rusconi, scultore svizzero († 1758)
- Carlo Salis, pittore italiano († 1773)
- Carlo Amedeo Salmatoris, nobiluomo italiano († 1759)
- Giuseppe Sardi, architetto italiano († 1770)
- Antonio Stom, pittore italiano († 1734)
- Carlo Antonio Testore, liutaio italiano († 1764)
- Tevkii Hamza Hamid Pascià, politico ottomano († 1770)
- William Wyndham, politico britannico († 1740)
- Louis de Pardaillan de Gondrin, nobiluomo francese († 1712)

## Morti

### Gennaio
- 6 gennaio - Cristoforo Ivanovich, librettista, poeta e storico italiano (n. 1620)
- 7 gennaio - James Howard, III conte di Suffolk, nobile e politico inglese
- 8 gennaio - Francesco Foggia, compositore italiano (n. 1603)
- 9 gennaio - Jean-Jacques de Mesmes, magistrato e politico francese (n. 1640)
- 18 gennaio - Orazio Mattei, cardinale e arcivescovo cattolico italiano (n. 1622)
- 28 gennaio - Ferdinand Verbiest, gesuita, missionario e astronomo fiammingo (n. 1623)
- 29 gennaio - Carlo Pallavicino, compositore italiano (n. 1630)

### Febbraio
- 2 febbraio - Abraham Duquesne, ammiraglio francese (n. 1610)
- 11 febbraio - Cesare Gennari, pittore italiano (n. 1637)
- 23 febbraio - Abaza Siyavush Pascià II, politico ottomano
- 28 febbraio - Johann Sigismund Elsholtz, medico e naturalista tedesco (n. 1623)

### Marzo
- 3 marzo - Maria I di Guisa, duchessa francese (n. 1615)
- 8 marzo - Honoré Fabri, teologo, matematico e fisico francese (n. 1607)
- 9 marzo - Claude Mellan, incisore e pittore francese (n. 1598)
- 20 marzo - Maria d'Orange, principessa olandese (n. 1642)
- 23 marzo - Marcantonio Giustinian, doge (n. 1619)
- 26 marzo - Winston Churchill, nobile, politico e storico inglese (n. 1620)

### Aprile
- 3 aprile - Cosimo Fancelli, scultore italiano (n. 1618)
- 13 aprile - Henry Fairfax, IV lord Fairfax di Cameron, nobile scozzese (n. 1631)
- 28 aprile - Federico di Meclemburgo-Schwerin, nobile tedesco (n. 1638)

### Maggio
- 1º maggio - Dziaddin Mukarram Shah di Kedah, sovrano malese
- 8 maggio - Alessandro Crescenzi, cardinale e arcivescovo cattolico italiano (n. 1607)
- 8 maggio - Pierre de Troyes, militare francese (n. 1645)
- 9 maggio - Federico Guglielmo I di Brandeburgo, nobile (n. 1620)
- 9 maggio - Felice Rospigliosi, cardinale italiano (n. 1639)
- 14 maggio - Antoine Furetière, abate e scrittore francese (n. 1619)
- 14 maggio - Carlo Grossi, compositore italiano
- 15 maggio - Giovanni Filippo Apolloni, librettista e poeta italiano

### Giugno
- 3 giugno - Massimiliano Enrico di Baviera, arcivescovo cattolico tedesco (n. 1621)
- 5 giugno - Constantine Phaulkon, avventuriero e politico greco (n. 1647)
- 20 giugno - Raymond Louis de Crevant d'Humières, marchese di Preuilly, ammiraglio francese (n. 1628)
- 24 giugno - Juan Torrecillas y Ruiz de Cárdenas, arcivescovo cattolico spagnolo (n. 1622)
- 26 giugno - Ralph Cudworth, filosofo e teologo inglese (n. 1617)
- 29 giugno - Ippolito Lante Montefeltro della Rovere, I duca di Bomarzo, nobile italiano (n. 1618)
- 30 giugno - Partenio I di Alessandria, arcivescovo ortodosso greco

### Luglio
- 3 luglio - Giovanna Gonzaga, nobildonna italiana (n. 1612)
- 11 luglio - Narai, sovrano thailandese (n. 1632)
- 13 luglio - Domenico Marchetti, anatomista, chirurgo e medico italiano (n. 1626)
- 14 luglio - Giovanni Ceffis, pittore italiano
- 21 luglio - James Butler, I duca di Ormonde, generale britannico (n. 1610)

### Agosto
- 2 agosto - Dominique Biancolelli, attore teatrale italiano (n. 1636)
- 3 agosto - Pietro Magri, presbitero italiano (n. 1622)
- 16 agosto - Georg Samuel Doerfel, astronomo e teologo tedesco (n. 1643)
- 25 agosto - Henry Morgan, pirata, corsaro e ammiraglio gallese (n. 1635)
- 29 agosto - Nicola Barbioni, architetto italiano (n. 1637)
- 31 agosto - John Bunyan, predicatore, teologo e scrittore inglese (n. 1628)

### Settembre
- 13 settembre - Alvise Sagredo, patriarca cattolico italiano (n. 1616)
- 15 settembre - Otto Wilhelm von Königsmarck, diplomatico e militare svedese (n. 1639)
- 15 settembre - Louis Victor de Rochechouart de Mortemart, ammiraglio francese (n. 1636)
- 22 settembre - François Bernier, filosofo, medico e viaggiatore francese (n. 1620)
- 23 settembre - Daniel Mijtens II, pittore e disegnatore olandese (n. 1644)
- 28 settembre - Giovanni Battista Beinaschi, pittore italiano (n. 1636)

### Ottobre
- 1º ottobre - Giuseppe Amati, religioso italiano (n. 1617)
- 3 ottobre - David Carnegie, III conte di Northesk, nobile scozzese (n. 1643)
- 6 ottobre - Christopher Monck, II duca di Albemarle, militare e politico inglese (n. 1653)
- 9 ottobre - Claude Perrault, medico e architetto francese (n. 1613)
- 13 ottobre - Pedro de Mena, scultore spagnolo (n. 1628)
- 14 ottobre - Joachim von Sandrart, pittore, storico dell'arte e traduttore tedesco (n. 1606)
- 23 ottobre - Charles du Fresne, sieur du Cange, storico, linguista e filologo francese (n. 1610)
- 29 ottobre - Șerban Cantacuzino, funzionario romeno
- 30 ottobre - Pietro Paolo Caravaggio, matematico e ingegnere militare italiano (n. 1617)

### Novembre
- 2 novembre - Giovan Battista Bolognini, pittore e incisore italiano (n. 1612)
- 11 novembre - Jean Baptiste de La Quintinie, agronomo francese (n. 1624)
- 23 novembre - Camillo Saccenti, italiano (n. 1614)
- 26 novembre - Philippe Quinault, drammaturgo e librettista francese (n. 1635)
- 29 novembre - Bohuslav Balbín, scrittore e storico ceco (n. 1621)
- 29 novembre - Edward Montagu, II conte di Sandwich, nobile e politico inglese (n. 1647)
- 30 novembre - Giovanni Battista Montecuccoli-Laderchi, nobile e diplomatico italiano (n. 1624)
- 30 novembre - Anne Villiers, nobildonna inglese (n. 1651)

### Dicembre
- 12 dicembre - Emilia van Nassau-Beverweerd, olandese (n. 1635)
- 23 dicembre - Jean-Louis Lully, compositore francese (n. 1667)
- 25 dicembre - Sofia Amalia di Nassau-Siegen, principessa tedesca (n. 1650)

### Senza giorno specificato
- François Andreossy, ingegnere francese (n. 1633)
- Carlo Cane, pittore italiano (n. 1615)
- Vincenzo Capponi, letterato e poeta italiano (n. 1605)
- Edward Davis, pirata inglese
- Mary Hobry, inglese
- Philips Koninck, pittore olandese (n. 1619)
- Joseph-Antoine Le Febvre de La Barre, militare e funzionario francese (n. 1622)
- Popé, nativo americano (n. 1630)
- Jean Rose, pirata francese
- Giovanni Battista Sacchetti, II marchese di Castel Rigattini, nobile italiano (n. 1639)
- Giacinto Santagostino, pittore italiano
- Maurizio Valperga, architetto e ingegnere militare italiano
- Yankey Willems, pirata olandese
- Wilhelm von Schröder, economista e politico tedesco (n. 1640)
- Alfonso Álvarez Barba Ossorio, arcivescovo cattolico spagnolo (n. 1619)

## Calendario
| Calendario 1688 | Calendario 1688 | Calendario 1688 | Calendario 1688 | Calendario 1688 | Calendario 1688 | Calendario 1688 | Calendario 1688 | Calendario 1688 | Calendario 1688 | Calendario 1688 | Calendario 1688 | Calendario 1688 | Calendario 1688 | Calendario 1688 | Calendario 1688 | Calendario 1688 | Calendario 1688 | Calendario 1688 | Calendario 1688 | Calendario 1688 | Calendario 1688 | Calendario 1688 | Calendario 1688 | Calendario 1688 | Calendario 1688 | Calendario 1688 | Calendario 1688 | Calendario 1688 | Calendario 1688 | Calendario 1688 | Calendario 1688 | Calendario 1688 |
| --------------- | --------------- | --------------- | --------------- | --------------- | --------------- | --------------- | --------------- | --------------- | --------------- | --------------- | --------------- | --------------- | --------------- | --------------- | --------------- | --------------- | --------------- | --------------- | --------------- | --------------- | --------------- | --------------- | --------------- | --------------- | --------------- | --------------- | --------------- | --------------- | --------------- | --------------- | --------------- | --------------- |
|                 | 1               | 2               | 3               | 4               | 5               | 6               | 7               | 8               | 9               | 10              | 11              | 12              | 13              | 14              | 15              | 16              | 17              | 18              | 19              | 20              | 21              | 22              | 23              | 24              | 25              | 26              | 27              | 28              | 29              | 30              | 31              |                 |
| Gennaio         | Gi              | Ve              | Sa              | Do              | Lu              | Ma              | Me              | Gi              | Ve              | Sa              | Do              | Lu              | Ma              | Me              | Gi              | Ve              | Sa              | Do              | Lu              | Ma              | Me              | Gi              | Ve              | Sa              | Do              | Lu              | Ma              | Me              | Gi              | Ve              | Sa              |                 |
| Febbraio        | Do              | Lu              | Ma              | Me              | Gi              | Ve              | Sa              | Do              | Lu              | Ma              | Me              | Gi              | Ve              | Sa              | Do              | Lu              | Ma              | Me              | Gi              | Ve              | Sa              | Do              | Lu              | Ma              | Me              | Gi              | Ve              | Sa              | Do              |                 |                 |                 |
| Marzo           | Lu              | Ma              | Me              | Gi              | Ve              | Sa              | Do              | Lu              | Ma              | Me              | Gi              | Ve              | Sa              | Do              | Lu              | Ma              | Me              | Gi              | Ve              | Sa              | Do              | Lu              | Ma              | Me              | Gi              | Ve              | Sa              | Do              | Lu              | Ma              | Me              |                 |
| Aprile          | Gi              | Ve              | Sa              | Do              | Lu              | Ma              | Me              | Gi              | Ve              | Sa              | Do              | Lu              | Ma              | Me              | Gi              | Ve              | Sa              | Do              | Lu              | Ma              | Me              | Gi              | Ve              | Sa              | Do              | Lu              | Ma              | Me              | Gi              | Ve              |                 |                 |
| Maggio          | Sa              | Do              | Lu              | Ma              | Me              | Gi              | Ve              | Sa              | Do              | Lu              | Ma              | Me              | Gi              | Ve              | Sa              | Do              | Lu              | Ma              | Me              | Gi              | Ve              | Sa              | Do              | Lu              | Ma              | Me              | Gi              | Ve              | Sa              | Do              | Lu              |                 |
| Giugno          | Ma              | Me              | Gi              | Ve              | Sa              | Do              | Lu              | Ma              | Me              | Gi              | Ve              | Sa              | Do              | Lu              | Ma              | Me              | Gi              | Ve              | Sa              | Do              | Lu              | Ma              | Me              | Gi              | Ve              | Sa              | Do              | Lu              | Ma              | Me              |                 |                 |
| Luglio          | Gi              | Ve              | Sa              | Do              | Lu              | Ma              | Me              | Gi              | Ve              | Sa              | Do              | Lu              | Ma              | Me              | Gi              | Ve              | Sa              | Do              | Lu              | Ma              | Me              | Gi              | Ve              | Sa              | Do              | Lu              | Ma              | Me              | Gi              | Ve              | Sa              |                 |
| Agosto          | Do              | Lu              | Ma              | Me              | Gi              | Ve              | Sa              | Do              | Lu              | Ma              | Me              | Gi              | Ve              | Sa              | Do              | Lu              | Ma              | Me              | Gi              | Ve              | Sa              | Do              | Lu              | Ma              | Me              | Gi              | Ve              | Sa              | Do              | Lu              | Ma              |                 |
| Settembre       | Me              | Gi              | Ve              | Sa              | Do              | Lu              | Ma              | Me              | Gi              | Ve              | Sa              | Do              | Lu              | Ma              | Me              | Gi              | Ve              | Sa              | Do              | Lu              | Ma              | Me              | Gi              | Ve              | Sa              | Do              | Lu              | Ma              | Me              | Gi              |                 |                 |
| Ottobre         | Ve              | Sa              | Do              | Lu              | Ma              | Me              | Gi              | Ve              | Sa              | Do              | Lu              | Ma              | Me              | Gi              | Ve              | Sa              | Do              | Lu              | Ma              | Me              | Gi              | Ve              | Sa              | Do              | Lu              | Ma              | Me              | Gi              | Ve              | Sa              | Do              |                 |
| Novembre        | Lu              | Ma              | Me              | Gi              | Ve              | Sa              | Do              | Lu              | Ma              | Me              | Gi              | Ve              | Sa              | Do              | Lu              | Ma              | Me              | Gi              | Ve              | Sa              | Do              | Lu              | Ma              | Me              | Gi              | Ve              | Sa              | Do              | Lu              | Ma              |                 |                 |
| Dicembre        | Me              | Gi              | Ve              | Sa              | Do              | Lu              | Ma              | Me              | Gi              | Ve              | Sa              | Do              | Lu              | Ma              | Me              | Gi              | Ve              | Sa              | Do              | Lu              | Ma              | Me              | Gi              | Ve              | Sa              | Do              | Lu              | Ma              | Me              | Gi              | Ve              |                 |